# Rock Envol
Rock Envol est un concours de musique populaire québécois qui a connu quatre éditions de 1986 à 1989. Ce concours, dont le principal commanditaire était la radio de Radio-Canada, était destiné aux groupes rock d’expression française du Canada.
Bien qu’il n’ait existé que quatre années, ce concours est important pour avoir permis de donner de la visibilité à des artistes rock émergents francophones dans les années 1980. Rock Envol profite en effet de la renommée de Radio-Canada et fait l’objet à l’époque d’une couverture régulière dans le quotidien La Presse.

## Historique
En 1986, les spectacles sont présentés au Club Soda,.
À partir de 1987, le concours déménage au Spectrum de Montréal. Les prestations sont toutes présentées à la radio de Radio-Canada (dont la fréquence était alors le CBF 690 AM),,,.
En 1986 et 1987, les lauréats sont également éligibles à participer au concours international Francorock, organisé par la Communauté des radios publiques de langue française (CRPLF),.
Au début de 1990, Radio-Canada annonce qu’il ne renouvelle pas Rock Envol. Des raisons budgétaires sont évoquées, mais également le fait que la radio de Radio-Canada ne propose plus de créneau rock dans sa programmation.

## Finalistes et lauréats

### 1986[10]
- Les Taches (lauréat ex æquo)
- Vent du Mont Schärr (lauréat ex æquo)
- Daniel Bélanger

### 1987[11]
- Les nerfs (lauréat)
- Graffiti
- Sabotage Bureau

### 1988[12]
- Possession simple (lauréat)
- Sylvie Royer
- YUL HM

### 1989[13],[14]
- Frankline
- Pëll (dont fait partie Bruno Pelletier)
- Camel Clutch (lauréat)
- Villeray